# Knihovna města Plzně
Knihovna města Plzně, příspěvková organizace, je veřejnou univerzální knihovnou působící na celém území města Plzně. Jejím uživatelem se může stát každý občan České republiky nebo cizí státní příslušník, který má povolení k trvalému pobytu. Je kulturním, informačním a vzdělávacím centrem, dostupným pro všechny. Nabízí k vypůjčení krásnou i naučnou literaturu pro děti i dospělé, noviny a časopisy, CD s hudbou i mluveným slovem, MP3, DVD s českými i zahraničními filmy, mapy, hudebniny, deskové hry, didaktické pomůcky a hračky, elektronické čtečky a e-knihy. K dispozici jsou počítače s internetem a ve velkých knihovnách bezplatné připojení wi-fi.
Zvláštní důraz knihovna klade na programy a služby pro děti, mládež, zdravotně a jinak handicapované občany a národnostní menšiny. Při knihovně působí občanská sdružení Kruh přátel knižní kultury, Pro Libris a Ason-klub (klub mladých a nezavedených autorů). Své služby nabízí Knihovna města Plzně kromě studovny a 2 knihoven v ústřední budově (pro dospělé a pro děti a mládež) v 9 knihovnách s celotýdenním provozem, v 12 malých pobočkách a v bibliobusu (9 zastávek). Prostřednictvím systému Tritius jsou všechny provozy, databáze a katalogy propojeny do jednotné knihovní sítě. Registrovaní uživatelé mohou tak na jednu legitimaci (případně Plzeňskou kartu) využívat všech služeb knihovny. Středisky kulturních pořadů jsou Polanova síň, M-klub a L-klub. Knihovna poskytuje svoje služby 48 hodin týdně, v ústřední budově 6 dnů v týdnu. Vykonává regionální funkce pro 14 knihoven na základě smluv o poskytování regionálních služeb.
Knihovna je členem profesní organizace SKIP ČR a Sdružení knihoven ČR, současná ředitelka knihovny je předsedkyní Klubu dětských knihoven SKIP ČR.

## Historie
Knihovna města Plzně zahájila činnost na sklonku roku 1876 jako Obecná knihovna města Plzně. K založení a otevření knihovny pro veřejnost došlo z popudu profesora Tomáše Cimrhanzla. Ten také knihovnu spravoval. Po ročním působení knihovna vlastnila 3 877 knih, z nichž bylo 3003 zábavných a 864 naučných a dosáhla 8 000 výpůjček. Jejími čtenáři byli především úředníci, profesoři a studenti. Činnost v počátcích ovlivňoval Spolek přátel vědy a literatury české v Plzni. V roce 1899 umírá profesor Cimrhanzl a knihovna byla na několik měsíců uzavřena. V říjnu 1899 ji převzal a až do své smrti 1913 spravoval redaktor Pavel Nebeský. Za jeho vedení se knihy začaly půjčovat zdarma. V listopadu 1913 byl pověřen správou knihovny František Malý. Zájem o knihy rychle rostl v roce 1916 vlastnila knihovna 17 155 knih, počet výpůjček byl 40 005. Půjčovalo se 6 dní v týdnu. V této době sídlila knihovna v prostorách v ulici Jungmannova 41 (dnes Americká 8) v budově společně s hostincem. Vchod byl nevábný, místnosti malé, tmavé a chladné. Veškeré snahy o přestěhování do vhodnějších prostor byly marné. V této době byla ke knihovně přičleněna Lidová čítárna města Plzně, v roce 1919 začaly vznikat první pobočky z předměstských knihoven občanských besed, další vznikaly v průběhu let z převzatých knihoven v připojených osadách. V roce 1921 po přidružení Husovy dětské knihovny měla knihovna 29 049 knih, evidováno bylo 3 969 čtenářů a 122 144 výpůjček. Správcem knihovny byl zvolen v roce 1927 knihovník Bohumil Polan. Teprve po padesáti pěti letech existence v roce 1931 došlo konečně k přestěhování knihovny z nevyhovujících prostor do upravených prostor bývalého německého gymnázia ve Fodermayerově ulici 14 (dnes ul. B. Smetany). V 1. patře byla čítárna a dětské oddělení. Sklady, půjčovna a kanceláře se nacházely ve 2. patře.
Hned po vstupu oddílů německé branné moci do Plzně v 15. března 1939 byla knihovna vyzvána k převzetí knih z knihoven "vojenského zátiší" z kasáren 18. pěšího pluku a 2. dělostřeleckého pluku. Knihy, které již byly v knihovně zastoupeny, byly rozděleny do knihoven malých a chudých obcí, odborná literatura byla odevzdána do muzejní knihovny. Zbylé svazky byly přiděleny Fodermayerovu chudobinci. Ve válečných letech stoupal počet čtenářů i počet výpůjček, především literatury pro mládež a naučné.  V roce 1941 německá obecná správa zabrala místnosti české čítárny a upravila ji na německou obecní knihovnu a čítárnu. Nejvíce však ohrozilo činnost knihovny "totální nasazení" pracovních sil v roce 1944. Pomocné síly se střídaly v ústředí a na pobočkách. Provoz knihovny zůstal nepřerušen. Jen v roce 1945 nastala kratičká přestávka a to až po dni osvobození, od 7. do 13. května. Knihovna v té době měla 12 poboček, počet výpůjček stoupl na 221 118 svazků. V dubnu 1948 byl jmenován nový ředitel Městské veřejné knihovny v Plzni Miroslav Nohejl. Počet poboček se zvýšil a v roce 1949 měla knihovna již 16 poboček.
Od roku 1876 do roku 1950 spravovalo knihovnu město, počátkem roku 1951 přebral městskou veřejnou knihovnu do své správy Krajský národní výbor v Plzni a knihovna získala krajskou působnost a název Krajská lidová knihovna v Plzni. Velkou pomocí byly dvě pojízdné knihovny (bibliobusy) přidělené ministerstvem kultury, které zajišťovaly výpůjční služby v českém pohraničí. V roce 1954 bylo jasné, že stávající prostory bude potřebovat Státní a vědecká knihovna a městskou knihovnu čekalo další stěhování. Tentokrát do uvolněných prostor v budově Krajského muzea. Již v době stěhování bylo jasné, že tyto prostory v muzeu jsou krajně nevyhovující. I přesto se zapojila do kulturní akce Pomoc pohraničí, jejímž úkolem bylo pomocí dvou bibliobusů rozvážet literaturu do pohraničních oblastí, jednalo se o Horšovský Týn, Tachov, Sušici a Klatovy.
V roce 1955 se objevila naděje na lepší vyhlídky. "Rada Městského národního výboru v Plzni se 25. dubna 1955 usnesla, že městské knihovně bude přidělen objekt v ulici B. Smetany 13, ve kterém původně sídlila Anglobanka a později Západočeské uhelné doly". Postupně se začaly uvolňovat místnosti, které mohla knihovna využívat, ale až v roce 1960 se ústřední půjčovna a zázemí knihovny přestěhovaly do nových prostor, kde sídlí dodnes. V té době měla knihovna 19 poboček a více než 12 000 čtenářů.
V roce 1976 kdy knihovna slavila 100 let od svého vzniku měla ve svém fondu 329 596 knih, hudebnin, gramofonových desek a diapozitivů. Navštívilo ji 14 478 čtenářů, kteří uskutečnili 659 122 výpůjčky. Krajské metodické centrum, které městská knihovna zajišťovala, bylo převedeno na Státní a vědeckou knihovnu. Městské knihovně zůstala funkce krajské metodiky pro práci s dětmi a mládeží. Také zabezpečovala krajskou katalogizaci včetně metodické pomoci v této oblasti. Funkce krajské katalogizace byla ukončena  v roce 1983. V roce 1981 vznikl nový organizační řád – byl vytvořen nový systém obvodních knihoven a k nim byly přiřazeny příslušné pobočky. V roce 1982 bylo provedeno zpětné označení naučné literatury třídníky MDT a její řazení podle těchto znaků. V roce 1983 byla otevřena v té době největší a nejmodernější Obvodní knihovna Lochotín, v historii knihovny v prvních prostorách budovaných pro činnost knihovny.
Po roce 1989, již v nových politických a společenských poměrech, vznikaly postupně další pobočky knihovny. Počátkem roku 1992 byla v ústřední budově otevřena nově vybudovaná studovna s informační službou a koncem roku začala svoji činnost Polanova síň – společenská místnost pro kulturně výchovnou činnost. V roce 1994 byla otevřena knihovna Vinice a v roce 1996 knihovnické služby v okrajových částech Plzně začala znovu zajišťovat pojízdná knihovna – bibliobus. V roce 1999 zahájil činnost M-klub při knihovně v Skvrňanech a v 1. ZŠ v Bolevci vznikla knihovna nového typu, plnící také funkci školní knihovny.

## Současnost
Od roku 2001 postupně přecházely jednotlivé knihovny na automatizovaný provoz, nejdříve v systému Lanius, posléze v systému Clavius a následně Tritius. V roce 2005 začala poskytovat své služby Hudební a internetová knihovna a v roce 2006 byly vybaveny přístupem k internetu i malé pobočky. Nová pojízdná knihovna s bezbariérovým přístupem vystřídala již starý bibliobus v roce 2007. Rok 2010 byl ve znamení dokončení síťového propojení všech provozů knihovny včetně malých poboček a pojízdné knihovny a při lochotínské knihovně bylo otevřeno další kulturně společenské zařízení L-klub. V roce 2014 začala KMP půjčovat pro registrované uživatele zdarma deskové hry a e-knihy. Od roku 2016 půjčuje v dětských odděleních tematické kufříky. V roce 2017 byla v Obvodní knihovně Doubravka byla spuštěna nová služba - lekotéka, která se postupně rozšířila i do dalších velkých knihoven.
V roce 2020 zaznamenala knihovna 380 654 návštěvníků a 798 252 výpůjček.

## Stěhování knihovny
1876–1893 v době založení knihovny byly knihy uloženy ve skříni v budově reálného gymnázia, zde se v průběhu let knihovna několikrát stěhovala (dnes Pedagogická fakulta ZČU ve Veleslavínově ulici)
1893–1900 knihovna byla přestěhována do budovy Kamerálu v Kopeckého sadech (dnes Měšťanská beseda)
1900–1901 dočasné sídlo knihovny v prvním patře školní budovy u Zopfů u Saského mostu (dnes ŽŠ Podmostní)
1901–1905 knihovna přestěhována do budovy muzea (vchod ze Šafaříkových sadů u bašty za Františkánským klášterem)
1905–1913 knihovna se stěhovala do mezipatra domu na rohu Sedláčkovy ulice 9 a Říšské ulice 191 (dnes Prešovská)
1913–1931 další stěhování do pronajatých prostor ve dvorním traktu na Jungmannově třídě (dnes Americká 8)
1931–1954 v roce 1931 byly pro knihovnu upraveny místnosti v jižním křídle budovy bývalého německého gymnázia v Husově domě (dnes Studijní a vědecká knihovna Plzeňského kraje) ve Fodrmayerově ulici 14 (dnes B. Smetany)
1954–1960 Státní studijní knihovna vyklidila prostory v budově Krajského muzea (dnes Západočeské muzeum) a poskytla je knihovně městské
1960–         8. dubna 1960 byla slavnostně otevřena ústřední půjčovna v budově B. Smetany 13, zde knihovna působí dodnes

## Správci a ředitelé[7]
| Tomáš Cimrhanzl   | 1876–1899 | Josef Hrubý         | 1959–1970 |
| Pavel Nebeský     | 1899–1913 | Karel Fleissig      | 1970–1973 |
| František J. Malý | 1913–1927 | Miroslav Stiebitz   | 1974–1979 |
| Bohumil Polan     | 1927–1947 | Luděk Hůla          | 1980–1983 |
| Miloslav Nohejl   | 1948–1951 | Jaroslav Schmid     | 1984–1990 |
| Karel Soukup      | 1952–1954 | Dagmar Svatková     | 1990–2009 |
| Josef Vaněk       | 1954–1958 | Helena Šlesingerová | 2010–     |
| Jan Maur          | 1958      |                     |           |

## Pojízdná knihovna – bibliobus

### Historie
V západní části Československa začal bibliobus jezdit v roce 1953. Nejprve navštěvoval 28 obcí na Tachovsku. "Pojízdná knihovna pořádala pro občany navštívených obcí večerní besedy, na jejichž programu byly politické aktuality, čtení ukázek knih a promítání zvukových filmů." Na trase býval od úterý do soboty, pondělí bylo vyhrazeno na údržbu vozidla a doplnění knihovního fondu. Postupně se na trasu bibliobusu přidaly i obce v okolí Horšovského Týna. Velká poptávka byla po knihách pro děti ve věku 5-9 let a po dílech českých klasiků, bohužel těchto knih byl nedostatek. Po prvním roce úspěšného provozu jeho služeb knihovna využívala celá 50. léta, zvláště v zimních měsících byl jediným příspěvkem kulturního života. V roce 1954 se prostřednictvím bibliobusu knihovna zapojila do akce Pomoc pohraničí. Postupně se pojízdná knihovna stala součástí života na venkově, odvážel různá zařízení do opravy nebo například odvezli nemocnou k lékaři.
V roce 1955 zajížděl bibliobus do okresů Tachov, Horšovský Týn, Klatovy, Domažlice, Sušice a Stříbro. Obsluha však bojovala s častou poruchovostí i nepřízní počasí. V roce 1956  jezdily bibliobusy dva. Byl snížen počet navštěvovaných obcí, knihovníci se věnovali metodickou pozornost místním lidovým knihovnách.
V druhé polovině roku 1957 již jezdila jen jedna pojízdná knihovna. Zde byla provedena revize knihovního fondu, který měl být předán i s knihovnou pohraničnímu okresu Tachov. K dispozici zůstal pouze druhý bibliobus, ten měl zajíždět do míst v Plzni, kde dosud nebyla pobočka Krajské lidové knihovny. Odbor školství a kultury rady Krajského národního výboru však rozhodl, že není nutné rozvoj této činnosti a rozhodl o převedení bibliobusu na okres Stříbro.
V roce 1958 bibliobusy nebyly v provozu, první byl předán na okres Tachov (31.12.1957), druhý na okres Stříbro (30.6.1958).

### Současnost
Novodobá historie pojízdně knihovny Knihovny města Plzně začala 4. června 1996, kdy vyjel nový bibliobus přestavěný z původní linkové Karosy C 734. Zajížděl do oblastí, kde knihovna neměla místní pobočku nebo do sídlišť, kde zájem čtenářů nestačila pokrýt příslušná obvodní knihovna.
Když dosloužil, v roce 2006 byl schválen příspěvek na koupi nového vozu. 27. srpna 2007 vyjel nový žlutý Irisbus Crossway, který knihovně slouží dodnes. Celková plocha je 32 m2 a měsíčně ujede až 400 km a obsluhuje 9 zastávek.

## Občanská sdružení působící při knihovně

### Kruh přátel knižní kultury
Sdružení bylo založeno v listopadu 1992. V úzké spolupráci s knihovnou pořádá řadu akcí, besedy se spisovateli, autorská čtení, povídání o literatuře, dramatické i poetické pořady, křty knih, literární výlety.

### Pro libris
Spolek vznikl v červenci 1998 a knihovna mu poskytuje zázemí. Cílem jeho činnosti je vydávání a podpora nekomerční regionální literatury. Vydává díla naučná i beletristická, která by v běžných komerčních podmínkách nevyšla. Společně s Knihovnou města Plzně a s Ason–klubem vydává regionální literární měsíčník PLŽ–Plzeňský literární život.

### Ason–klub
Sdružuje mladé začínající autory a zájemce o literaturu. Svým členům nabízí odborné konzultace, zprostředkovává informace o publikačních možnostech, literárních soutěžích.

## Služby
- Knihy různých žánrů pro děti a dospělé, komiksy
- Denní tisk, časopisy
- Mapy
- Hudebniny¹
- Audioknihy a výuka jazyků na CD a v MP3
- Hudební CD, filmy na DVD¹
- Elektronické čtečky¹
- Tablety¹
- Chytré mobilní telefony¹
- E-knihy
- Deskové hry¹
- Lekotéka¹
- Lekotéka pro seniory¹
- Tematické kufříky¹
- Přístup na internet
- Wi-Fi připojení¹
- Možnost použití počítače (MS Word, MS Excel…)
- Program NVDA na odečítání obrazovky hlasem
- Možnost skenování a tisku (i z vlastních paměťových médií)
- Základní seznámení s počítačem, internetem, skenerem a textovým editorem (na objednávku)¹
- Vzdělávání seniorů v oblasti využívání mobilních technologií¹
- Kopírování z materiálů knihovny
- Meziknihovní výpůjční služba¹
- Informační služba
- Donášková služba imobilním občanům a domovům důchodců¹
- Exkurze, lekce informační výchovy
- Besedy, přednášky, soutěže
- Kulturní a literární pořady v knihovnách, v Polanově síni, v M-klubu a L-klubu

¹službu poskytují jen vybrané knihovny

## Síť knihoven

### Ústřední knihovna
- Ústřední knihovna pro dospělé, B. Smetany 13
- Ústřední knihovna pro děti a mládež, B. Smetany 13
- Studovna, B. Smetany 13

### Knihovny s celotýdenním provozem
- Bolevec, Západní 18
- Bory, Klatovská 109
- Doubravka, Masarykova 75
- Lobzy, Rodinná 39
- Lochotín a L-klub, Studentská 22
- Skvrňany a M-klub, Macháčkova 28
- Slovany, Táborská 24
- Vinice, Hodonínská 55
- Hudební a internetová knihovna, Táborská 22

### Pobočky
- Bílá Hora, Nad Štolou 716
- Božkov, Sládkova 10
- Černice, Veská 11
- Červený Hrádek, Červenohrádecká 53
- Koterov, Koterovská náves 7
- Křimice, Prvomájová 100
- Lhota, K Sinoru 62/51
- Litice, Přeučilova 12
- Malesice, Chotíkovská 14
- Radčice, V Radčicích 9
- Radobyčice, Radobyčická náves 77
- Újezd, Staroveská 7

### Bibliobus
- Bory, Tomanova ul.
- Bručná, Pěnkavová ul.
- Bukovec, ul. Mezi Podjezdy
- Hradiště, ul. Na Rychtě
- Lochotín, Alej Svobody
- Nová Hospoda, penzion
- Roudná, Karlovarská ul. - Rondel
- Valcha, U Hájovny
- Zátiší, Línská ul.

## Budova knihovny
Knihovna sídlí v secesní památkově chráněné budově, která byla původně v roce 1914 postavena pro pobočku Anglo-rakouské banky. Připomíná to štít zaplněný rohy hojnosti, které symbolizují bohatství a prosperitu. Architektem byl Ludwig Tremmel, stavitelem František Němec starší. Autorem honosné výzdoby je sochař Otokar Walter. V pozdějších letech v budově sídlila například Pražská úvěrní banka nebo Západočeské uhelné doly.

V roce 1960 byla budova částečně rekonstruovaná pro potřeby knihovny, interiér navrhl architekt Svatopluk Janke. K výzdobě patřily i skleněné plastiky Miroslava Klingera, které reprezentovaly československý umělecký průmysl na světové výstavě v Bruselu. V roce 1965 vytvořil výtvarník Jiří Kovařík v prostorách půjčovny dvě rozsáhlé nástěnné fresky, ty byly ale v 70. letech kvůli politické orientaci autora zakryty a restaurovány byly až v roce 2002. Parter budovy zdobí dlaždice od sochaře a malíře Jaroslava Votlučky. Další rekonstrukce budovy proběhly v letech 1977 a 1997. V roce 2004 byla restaurována omítka na průčelí.

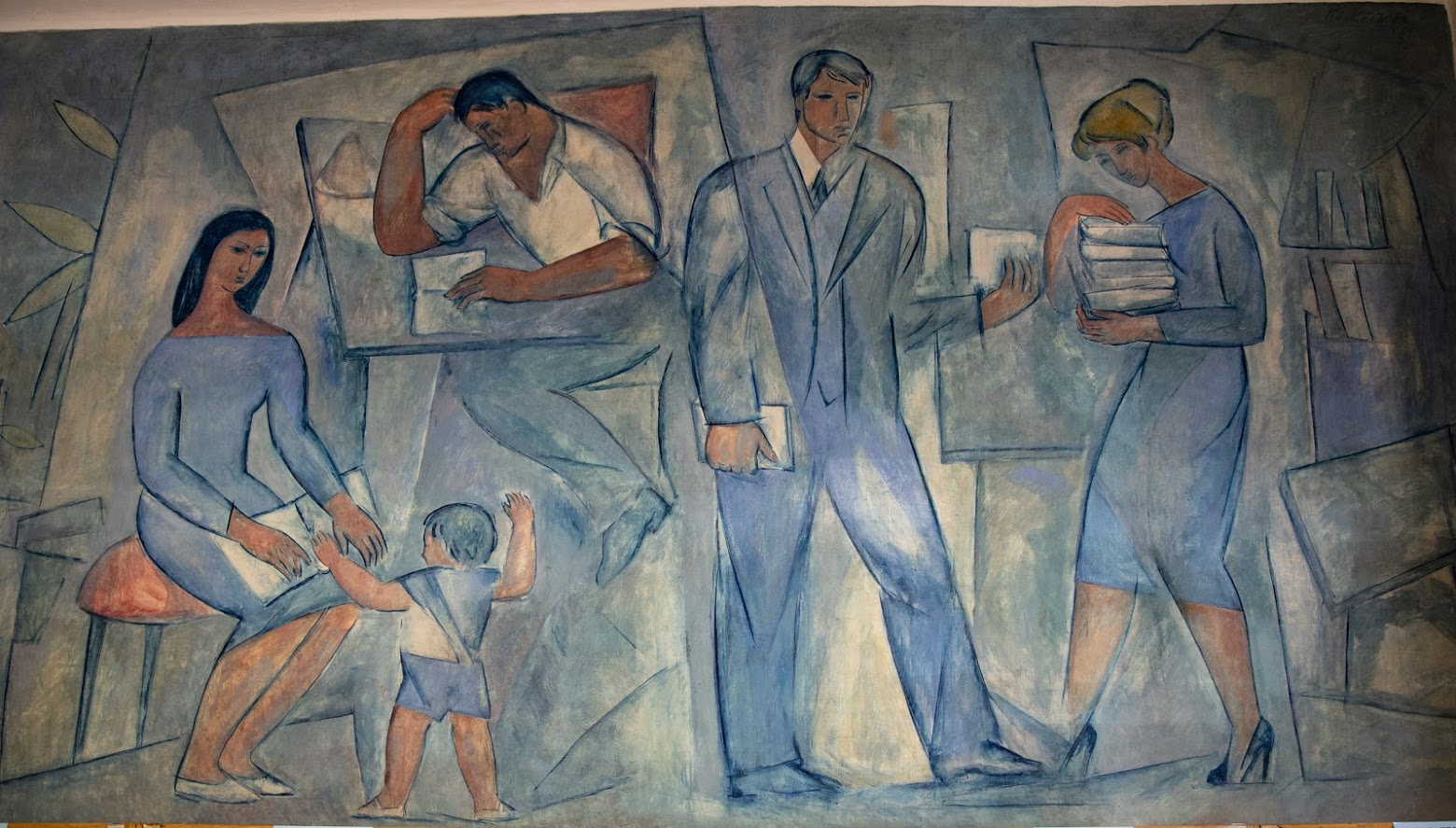
Freska v Ústřední knihovně pro dospělé
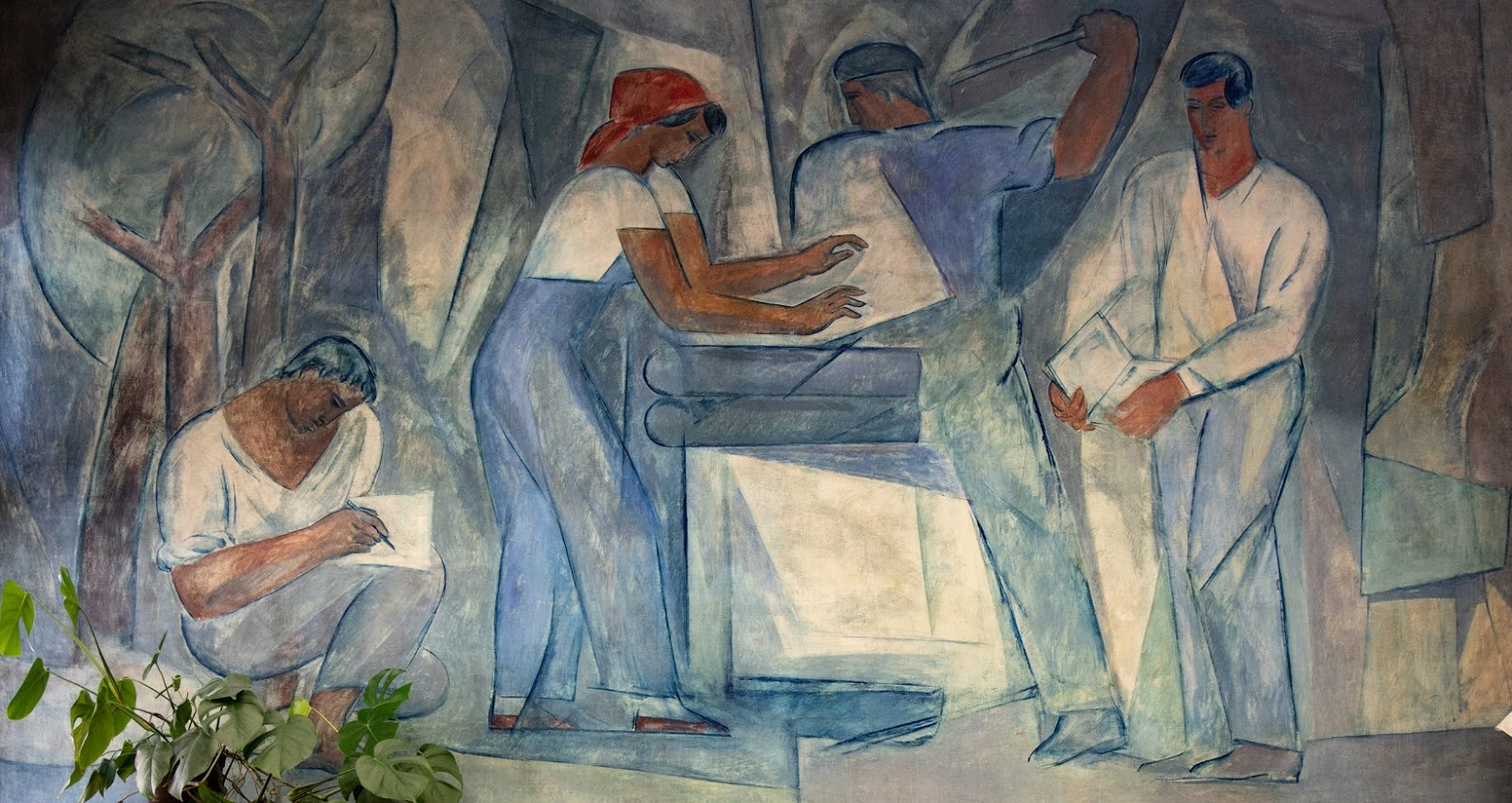
Freska v Ústřední knihovně pro dospělé
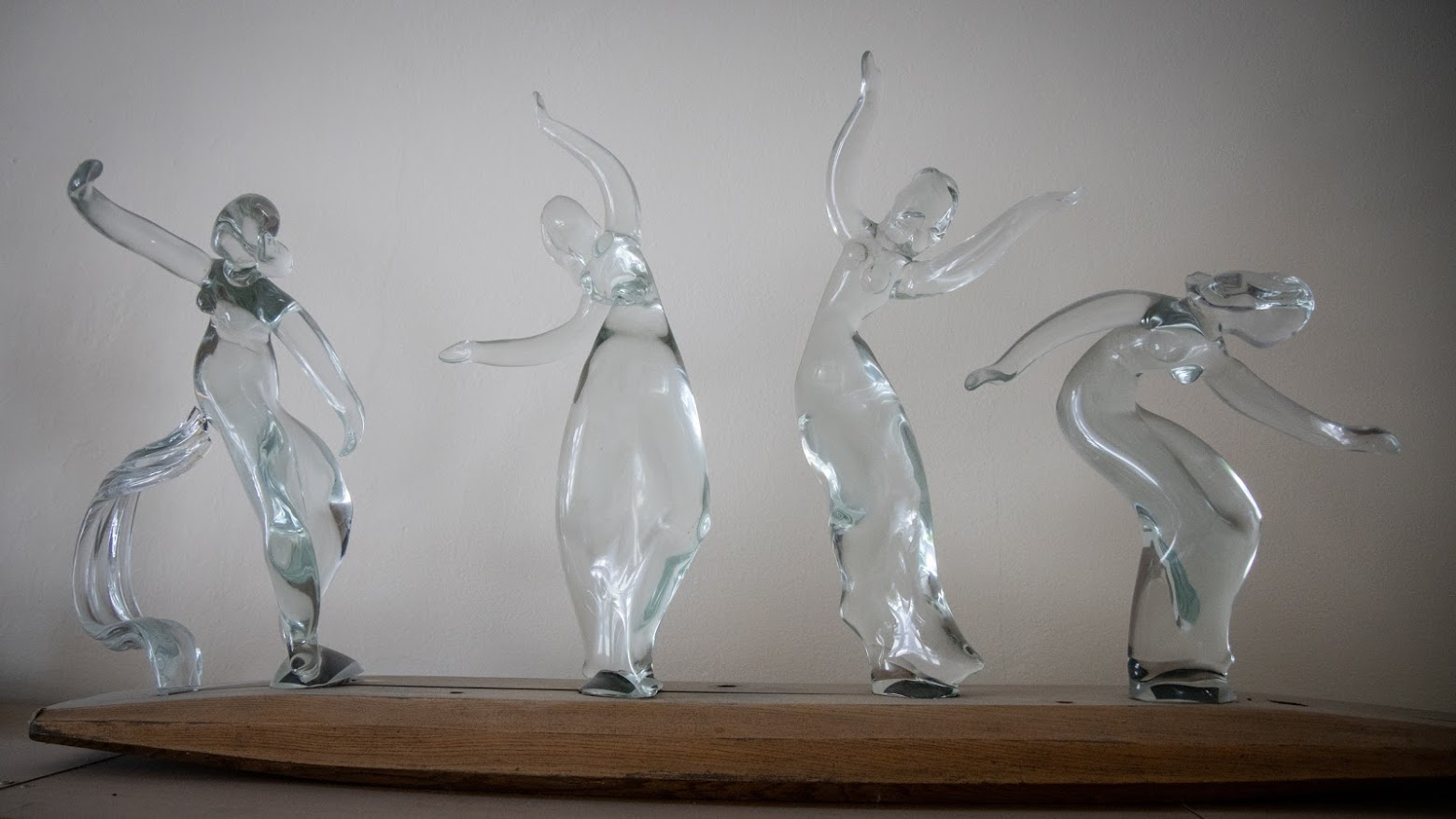
Skleněné plastiky
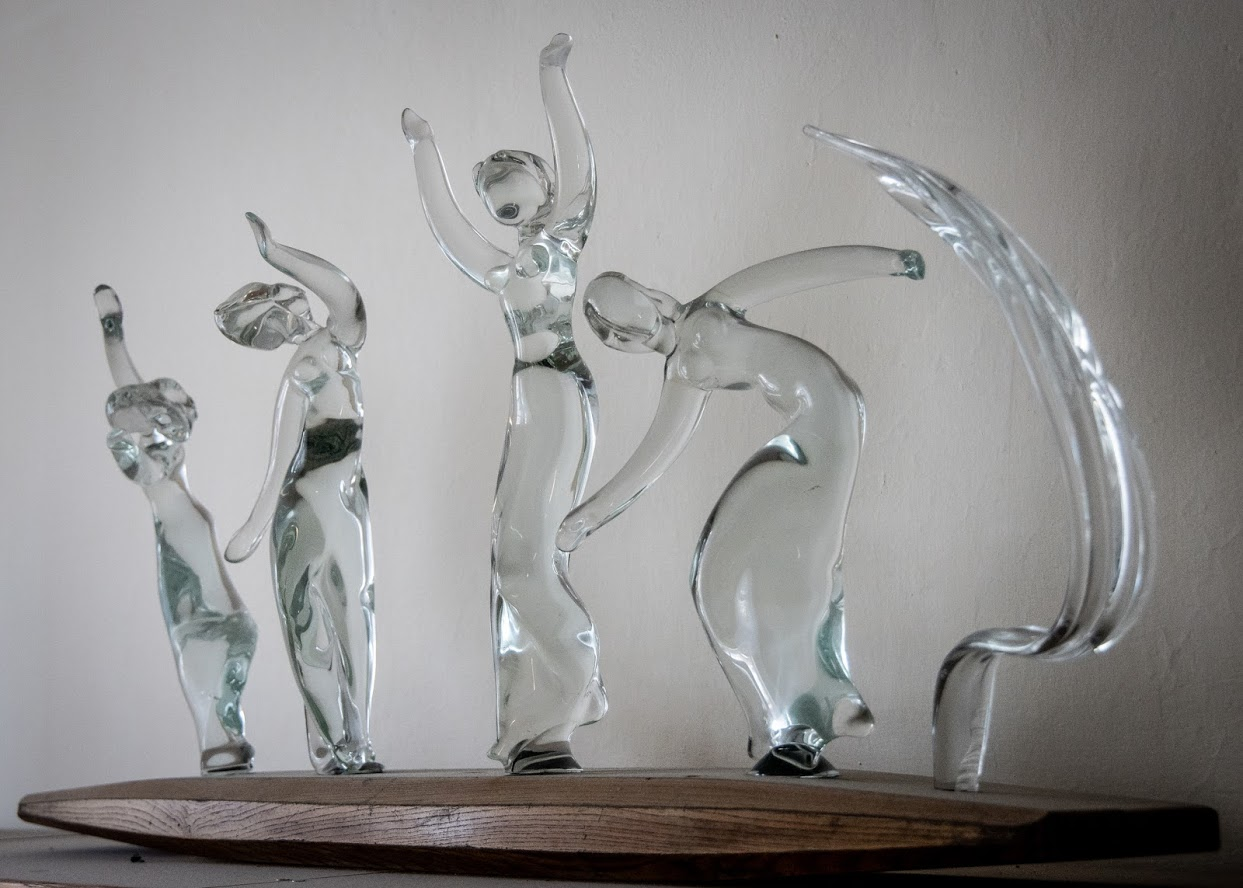
Skleněné plastiky
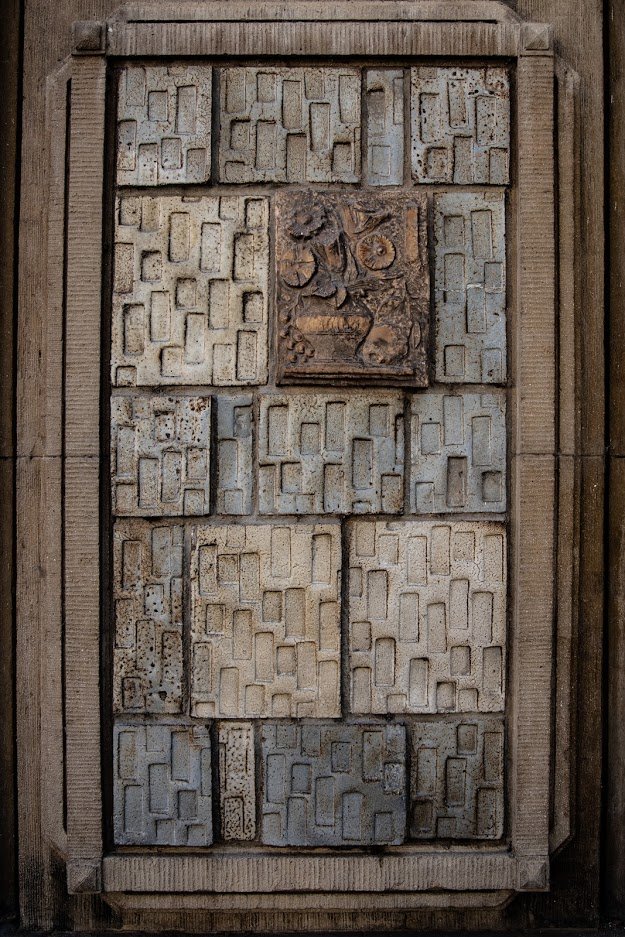
Plastika Jaroslava Votlučky
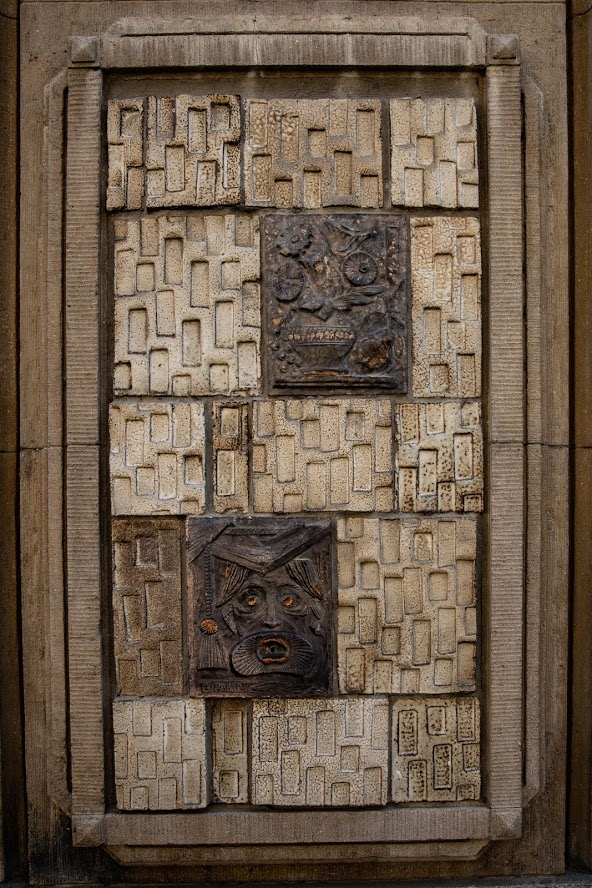
Plastika Jaroslava Votlučky
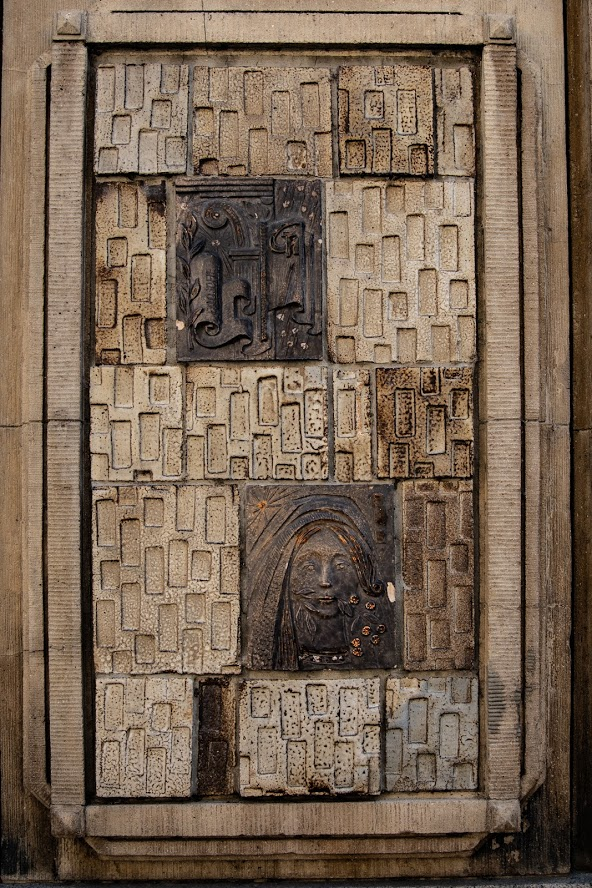
Plastika Jaroslava Votlučky
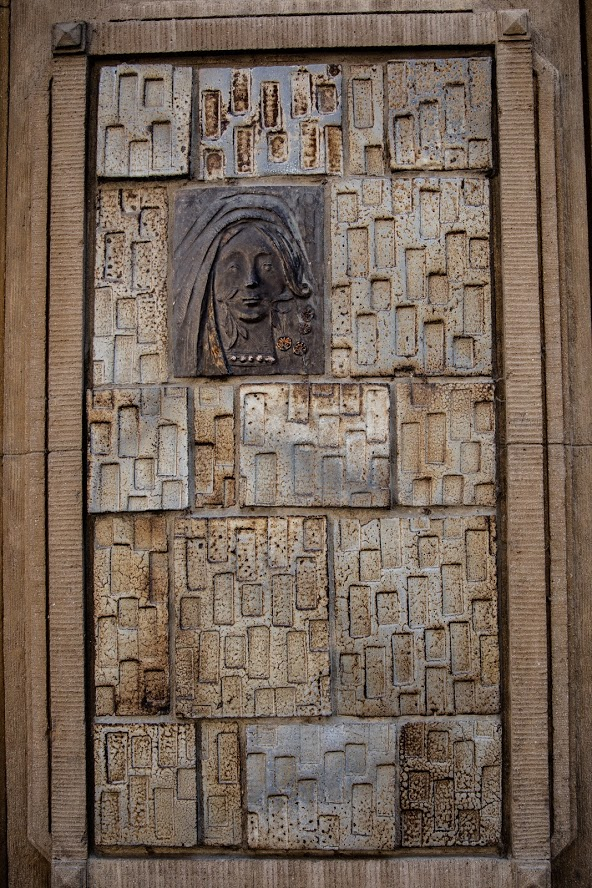
Plastika Jaroslava Votlučky

## Galerie

Historie
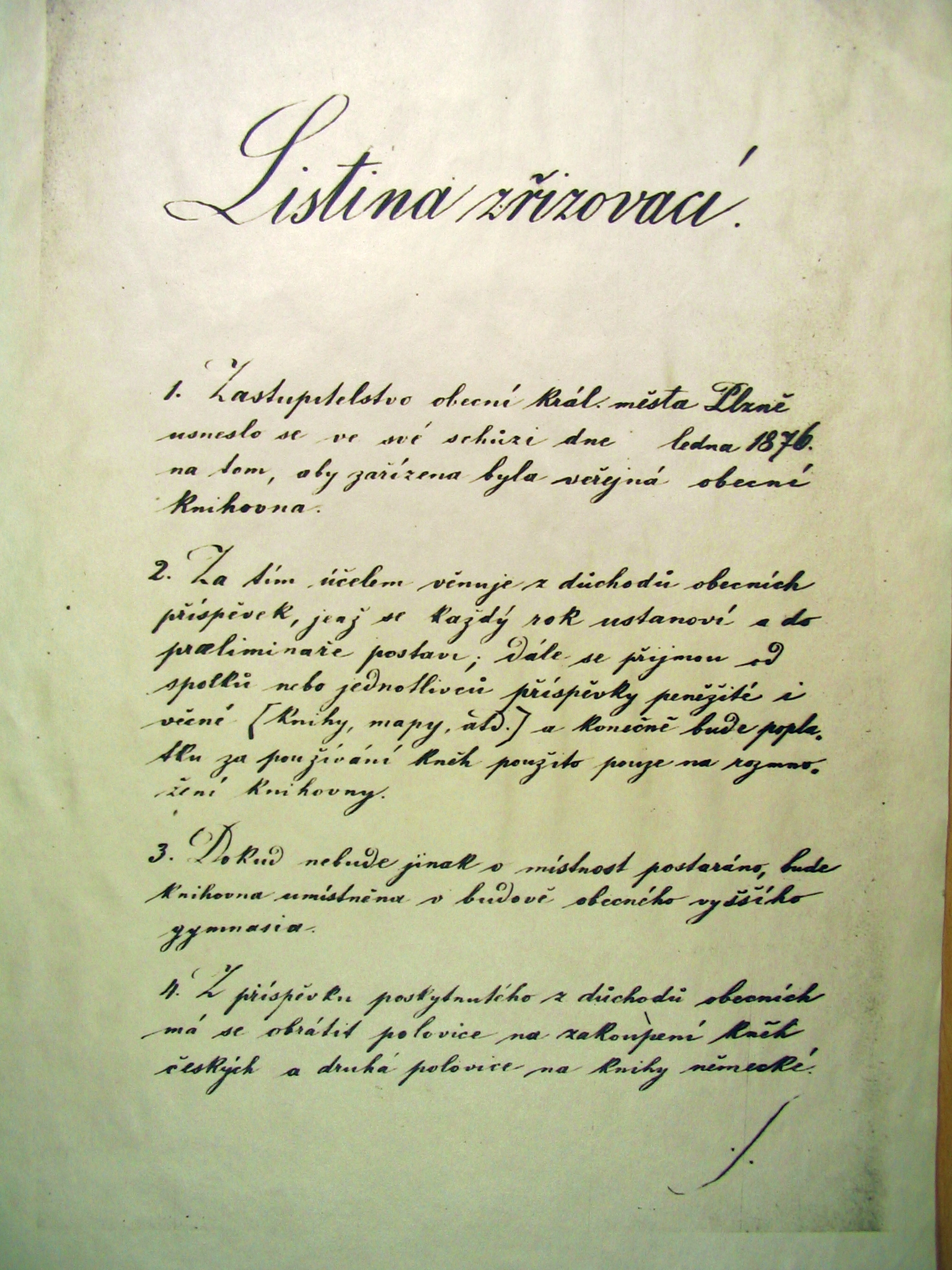
Zřizovací listina z roku 1876
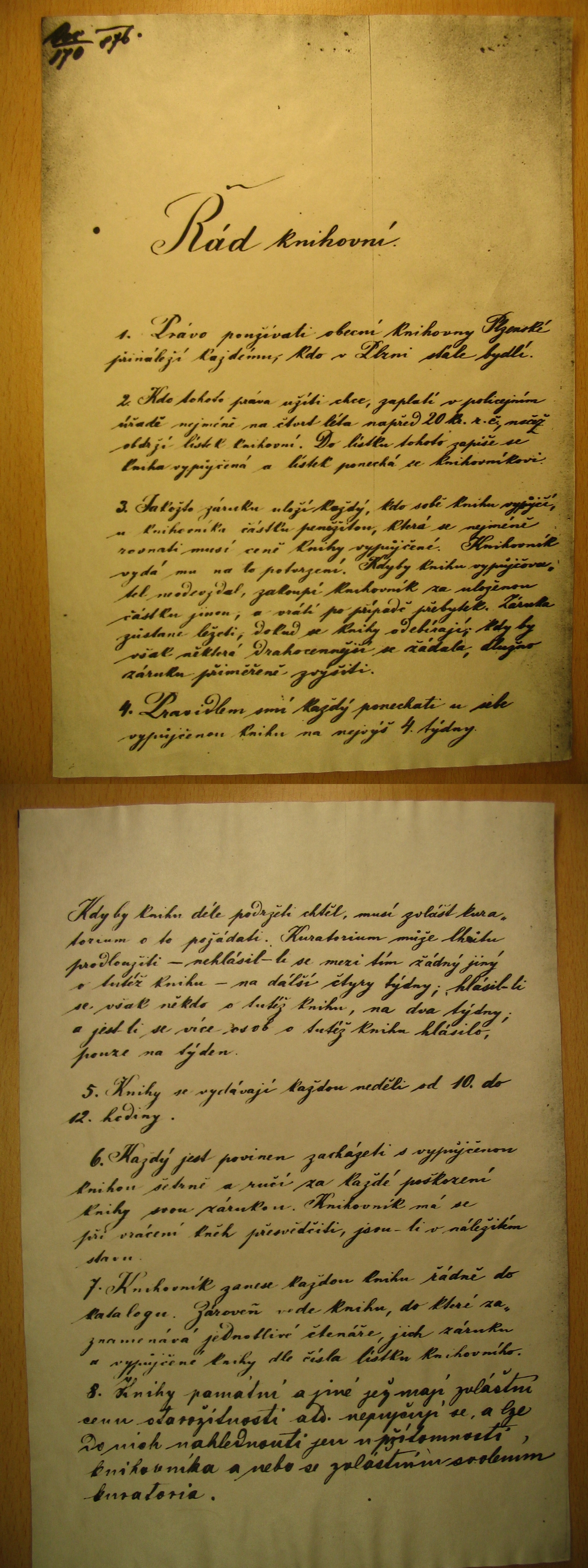
Knihovní řád z roku 1876
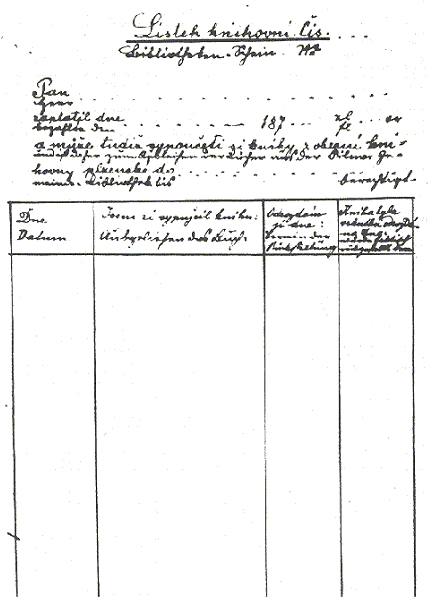
Čtenářský průkaz z roku 1876
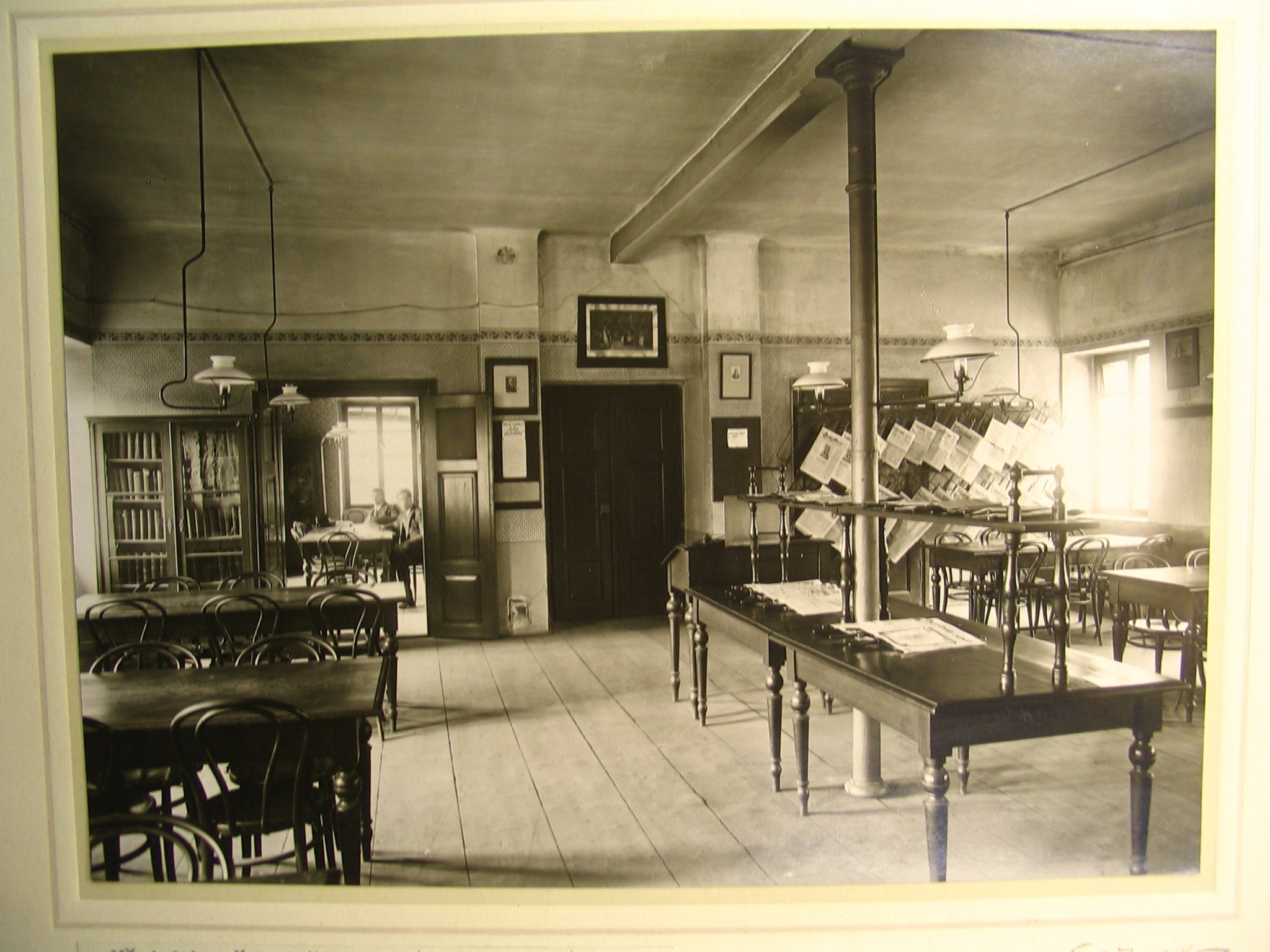
Lidová čítárna z roku 1916
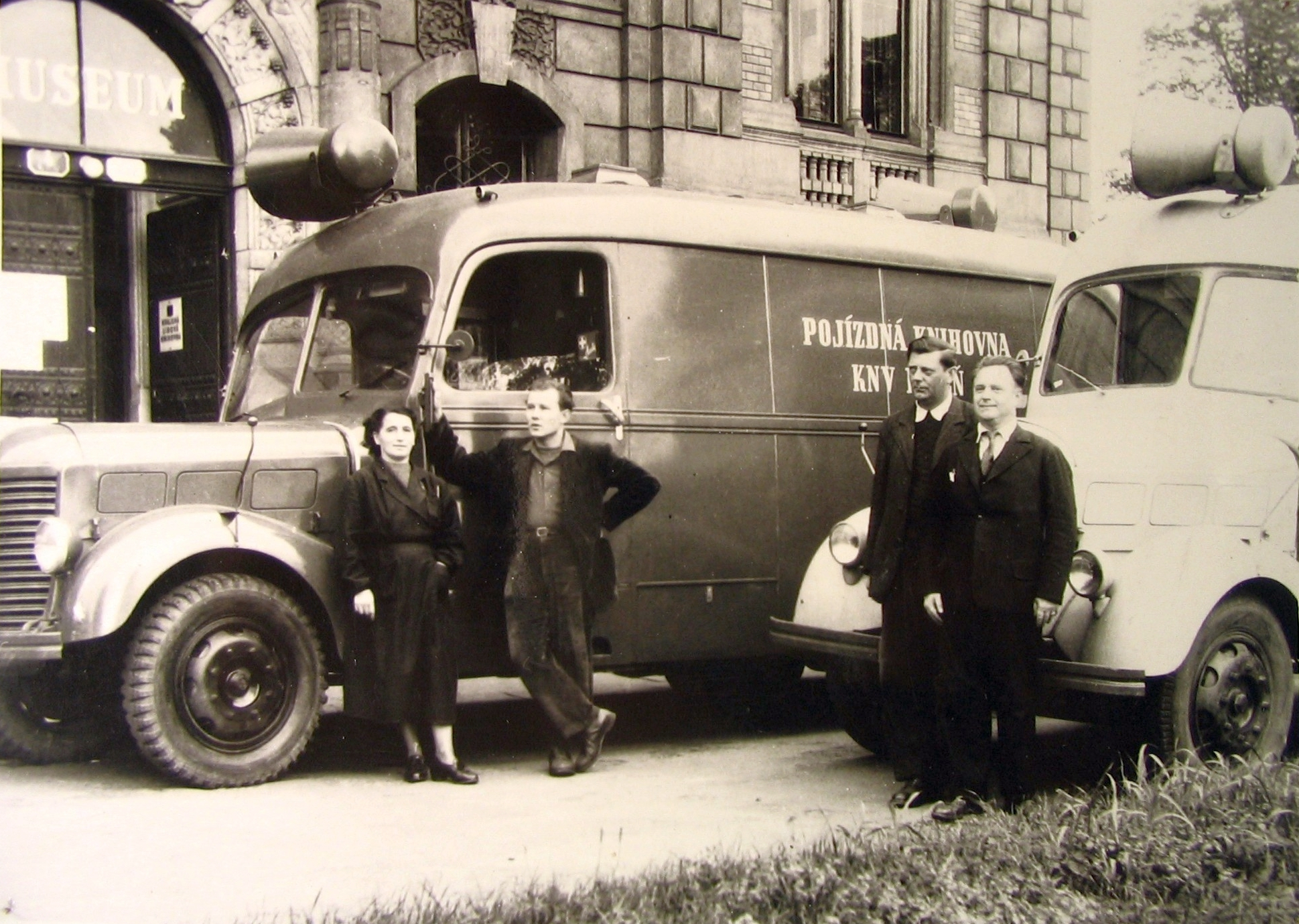
Dva bibliobusy z padesátých let

Současnost
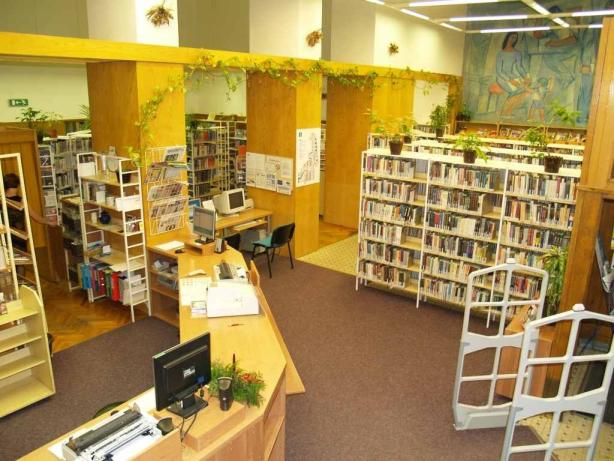
Ústřední knihovna pro dospělé
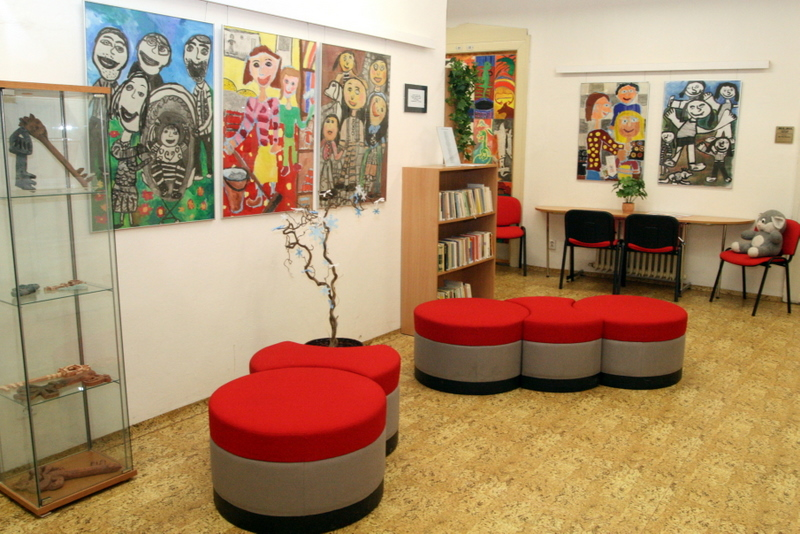
Ústřední knihovna pro děti a mládež
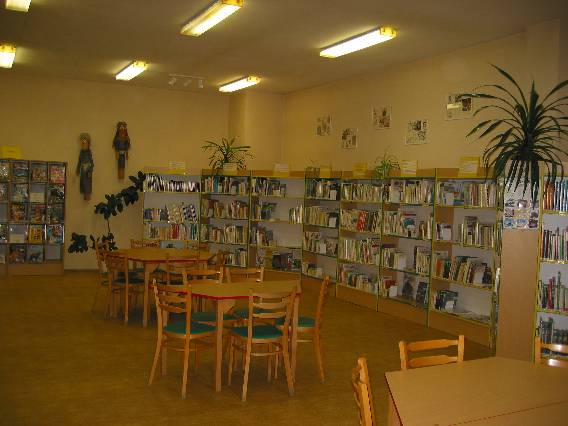
Knihovna Bolevec
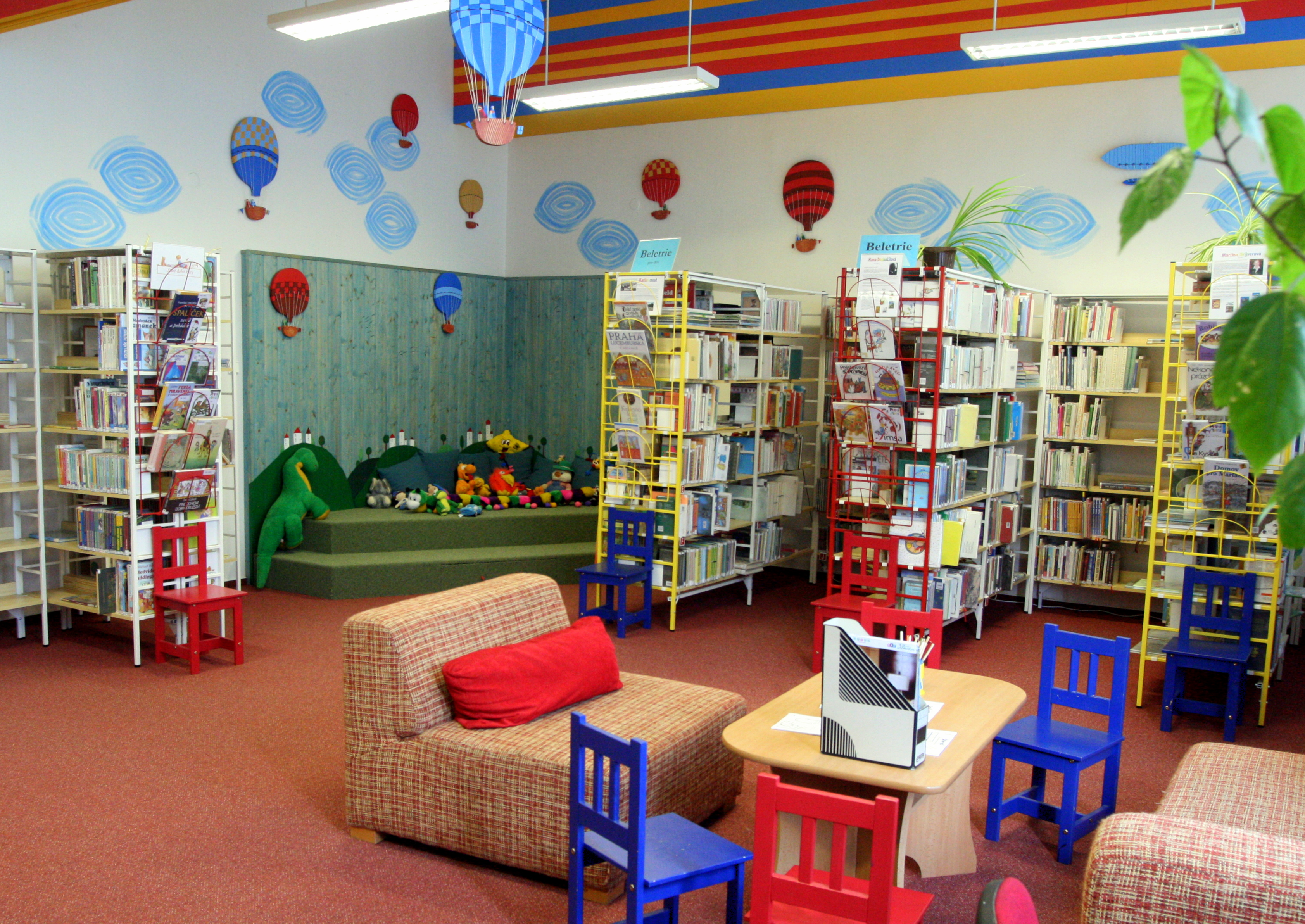
Obvodní knihovna Doubravka
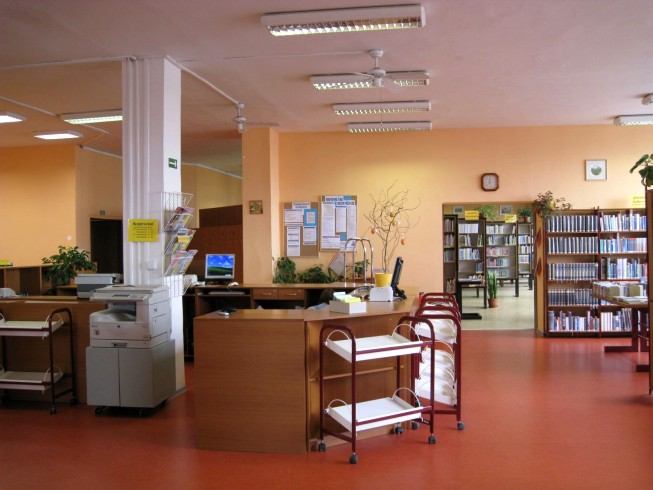
Obvodní knihovna Lochotín
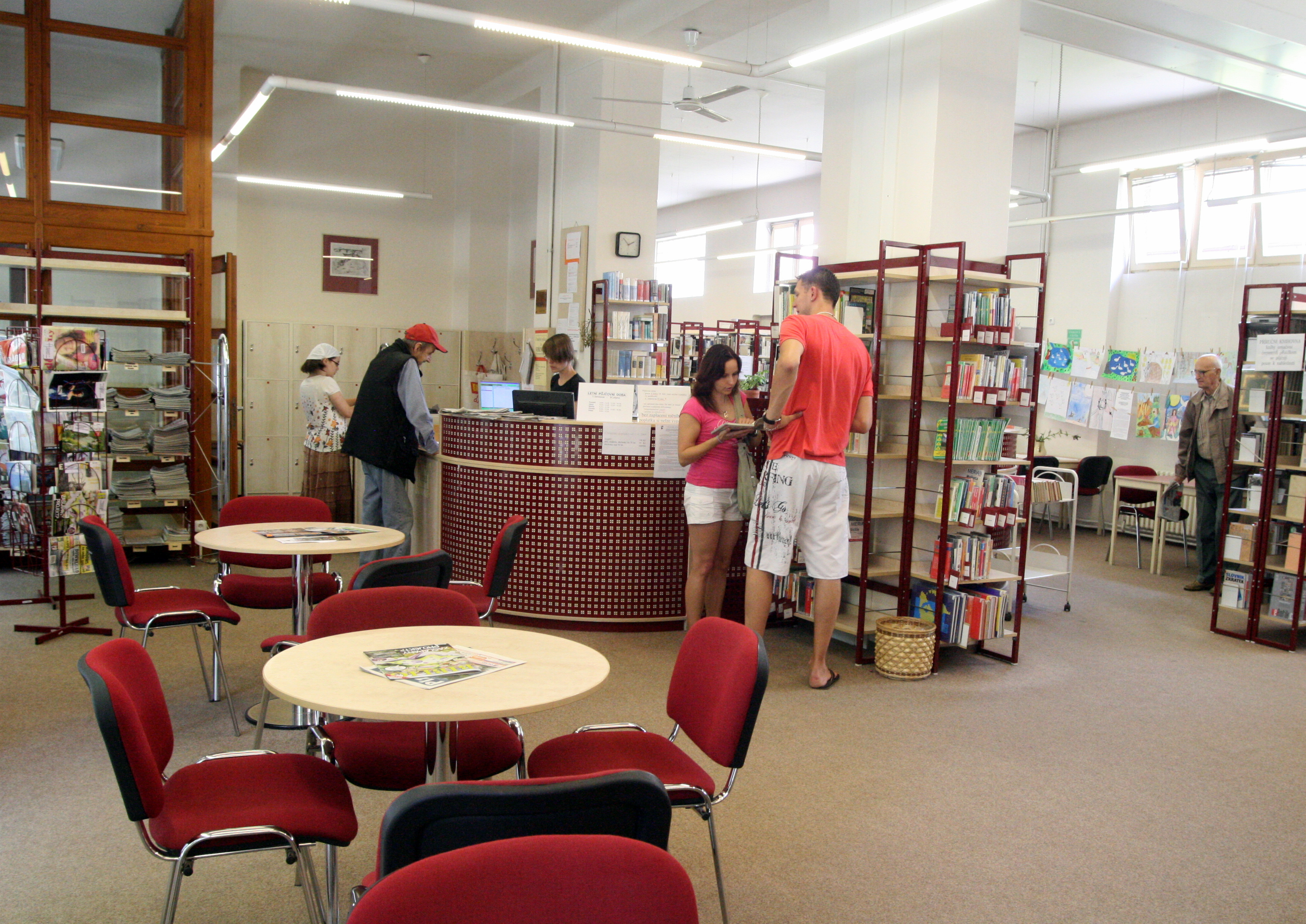
Obvodní knihovna Slovany
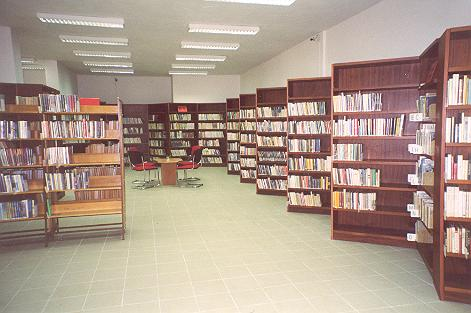
Obvodní knihovna Skvrňany
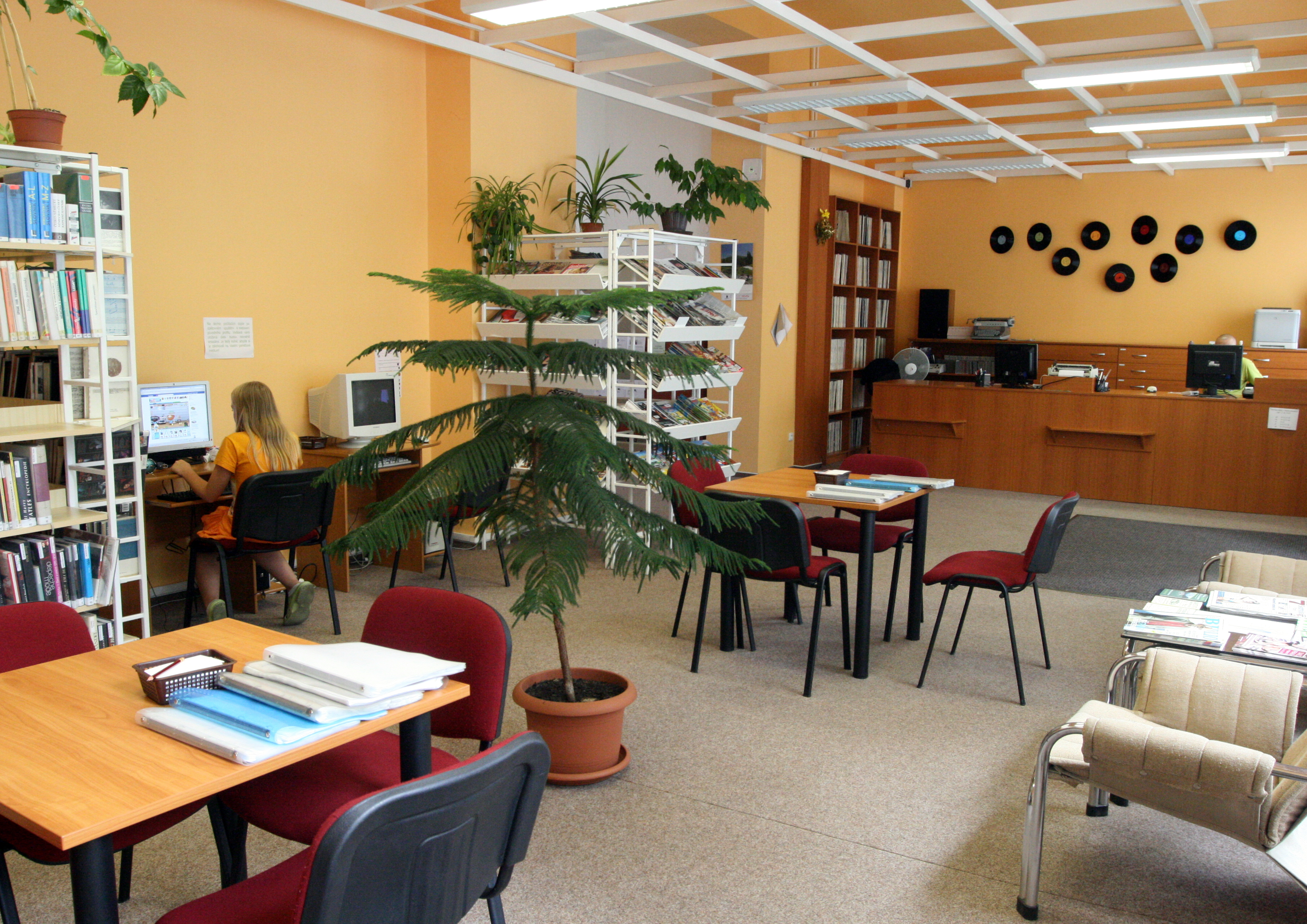
Hudební a internetová knihovna
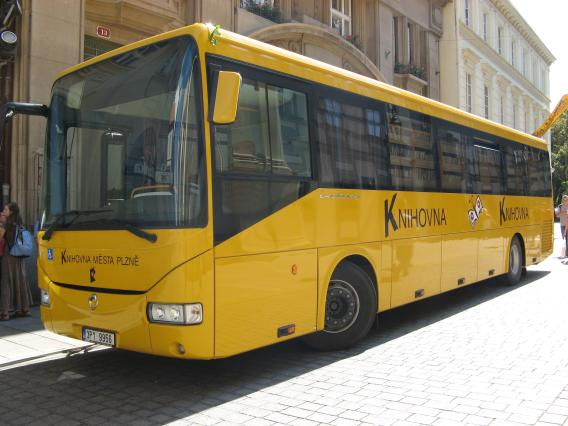
Bibliobus